# شاهزاده فوشیمی
شاهزاده فوشیمی کونی‌ایه (به ژاپنی: 伏見宮邦家親王, Fushimi-no-miya Kuniie-shinnō); ۲۴ اکتبر ۱۸۰۲ – ۵ اوت ۱۸۷۲) رهبر خاندان فوشیمی-نو-میا اهل ژاپن بود.
شاهزاده کفوشیمی پس از مرگ پدرش در سال ۱۸۴۱، رئیس فوشیمی-نومیا شد. اما خیلی زود، در سال ۱۸۴۲، پسر بزرگ (طبیعی) او، زایهان (که بعدها شاهزاده یاماشینا آکیرا شد) به همراه عمه‌اش پرنسس تاکاکو فرار کرد، در حالی که زایهان راهبی در کاجو-جی بود. به دلیل این رسوایی، شاهزاده خیلی زود مجبور شد به نفع تنها پسر همسرش، شاهزاده سادانوری، که ششمین پسر از ۱۷ پسر پدرش بود، از سلطنت کناره‌گیری کند. شاهزاده کونیه پس از آن نام زنگاکو (禪樂) را به عنوان راهب برای خود برگزید. در سال ۱۸۶۴، کونیه دوباره به عنوان شاهزاده فوشیمی-نومیا جانشین او شد. پس از آنکه امپراتور میجی پایتخت ژاپن را به توکیو منتقل کرد، شاهزاده کونیه در سال ۱۸۷۲ کیوتو را ترک کرد و به همراه خانواده‌اش به توکیو نقل مکان کرد. او دوباره تاج و تخت را به پسر دوم (یا چهاردهمین) خود، شاهزاده سادانارو، واگذار کرد، در انزوا زندگی کرد و در همان سال درگذشت.
او پدر ۱۷ شاهزاده و ۱۴ شاهدخت بود (که ۹ نفر از آنها قبل از ازدواج او با کاراتسوکاسا هیروکو در سال ۱۸۳۶ به دنیا آمده بودند)، از جمله شاهزاده کونی آساهیکو، شاهزاده یاماشینا آکیرا، شاهزاده هیگاشی فوشیمی یوریهیتو، شاهزاده کیتاشیراکاوا یوشی‌هیسا، شاهزاده فوشیمی سادانارو، شاهزاده کان این کوتوهیتو، پدربزرگ اولین نخست‌وزیر ژاپن پس از جنگ جهانی دوم شاهزاده ناروهیکو هیگاشیکونی، جد بزرگ امپراتریس کوجون  و جد بزرگ بزرگ امپراتور آکی هیتو. او جد مشترک اوکه بود.